# Филипп Бургундский (епископ)
Филипп Бургундский (1464, Брюссель — 7 апреля 1524, Вейк-бей-Дюрстеде, Утрехт) — адмирал Нидерландов (1498—1517), штатгальтер Гелдерланда и Зютфена (1505—1507), епископ Утрехта (1517—1524).

## Биография
Филипп был незаконнорождённым сыном (бастардом) герцога Бургундии Филиппа Доброго (1396—1467) и сводным братом епископа утрехтского Давида Бургундского. В 1486 году Филипп был пожалован в рыцари, а в 1491 году он в одиночку убил своего соперника. Он был командующим бургундской армии в Утрехте и, как таковой, отказался проводить похороны своего брата Давида до тех пор, пока не будут организованы выборы его преемника. В 1498 году бургундский герцог Филипп I Красивый назначил его адмиралом Нидерландов. В 1508 году Филипп Бургундский поселился в замке Саубург в окрестностях Валхерена.
В 1517 году германский император Карл V Габсбург отстранил от должности утрехтского епископа Фридриха Баденского и назначил на его место своего родственника Филиппа Бургундского. Последний вёл роскошный образ жизни в своей резиденции, замке Дюрстеде, интересуясь вооружением, женщинами и лошадьми. Утрехтский епископ Филипп Бургундский был истинным правителем эпохи Ренессанса, он мало занимался религиозными вопросами, которые были перепоручены его слугам. Филипп Бургундский проигнорировал растущее лютеранство.
Епископ Утрехта Филипп Бургундский не был успешным политиком и с трудом сохранял свой пост в епископстве. Во время его правления Утрехтское епископство в значительной степени пострадало из-за войны между Карлом V и герцогом Гельдерна. Епископ смог сохранить только Хасселт, Стеенвийк и Олдензал.
Филипп Бургундский известен своим меценатством. В течение многих лет он поддерживал художника Мабюза и гуманиста Герарда Гелденхауэра, выступал в качестве защитника Эразма Роттердамского. При дворе утрехтского епископа работали скульптор Конрад Майт, также в его галерее находились картины Иеронима Босха.

## Дети
У Филиппа Бургундского было несколько внебрачных детей, имена и происхождение матерей которых неизвестно:
- Иоганн Бастард Бургундский
- Филипп Бастард Бургундский
- Оливер Бастард Бургундский
- Балдуин Бастард Бургундский